# Dystrofia Thiela-Behnkego
Dystrofia Thiela-Behnkego (ang. Behnke-Thiel dystrophy, corneal dystrophy Thiel-Behnke type, CDB2) – choroba genetyczna z grupy wrodzonych dystrofii rogówki. Związana jest z mutacją w jednym z dwóch loci: 10q24 albo 5q31. Schorzenie opisali jako pierwsi Horst Behnke i Hans-Jürgen Thiel w 1965 roku.